# Chaînée-des-Coupis
Chaînée-des-Coupis település Franciaországban, Jura megyében. Lakosainak száma 185 fő (2022. január 1.). Chaînée-des-Coupis Gatey, Asnans-Beauvoisin, Chêne-Bernard, Les Essards-Taignevaux és Pleure községekkel határos.

## Népesség
A település népességének változása:
| Lakosok száma | 125  | 119  | 125  | 154  | 186  | 179  | 181  | 184  | 187  | 185  |
|               | 1968 | 1982 | 1990 | 2006 | 2013 | 2015 | 2017 | 2019 | 2020 | 2022 |